# Antonio Guzmán Reina
Antonio Guzmán Reina (Córdoba, 1921-ibídem, 26 de junio de 1986) fue un abogado y político español. Licenciado en derecho y funcionario del Sindicato Vertical franquista, ejerció como alcalde de Córdoba entre 1962 y 1971.

## Biografía
Antonio Guzmán Reina nació en Córdoba en 1921. Licenciado en Derecho, desarrolló esta profesión como letrado de la organización del Sindicato Vertical franquista, llegando a ser Director de la Academia Sindical. En 1962 fue designado alcalde de Córdoba, sucediendo a 	Antonio Cruz Conde; se mantuvo en la alcaldía hasta 1971.
Fue la persona que reconoció a la Federación de Peñas Cordobesas como asociación, dándole  carácter jurídico mediante Estatutos propios. Llegó a ser su primer presidente y tuvo el reconocimiento de esta Federación al serle impuesto el primer Potro de Oro.
Falleció en Córdoba el 26 de junio de 1986.

## Realizaciones urbanísticas
Gracias al empuje turístico reformador llevado a cabo por el anterior alcalde Antonio Cruz Conde, diferentes monumentos se levantaron en la ciudad, entre los que se encuentran los siguientes:
- 1963. Monumento a Ibn Hazm
- 1964. Monumento a Emilio Luque
- 1964. Monumento a Maimónides
- 1965. Monumento a al-Gafequi
- 1965. Monumento a Séneca
- 1966. Monumento a Ramón Medina
- 1967. Monumento a Luis de Góngora
- 1969. Monumento a Fray Albino
- 1970. Monumento al Profesor López-Neyra

## Obras
- —— (1966). Córdoba, siglo XVII, Ed. El Guadahorce.
- —— (1969). Elogio del Río Grande. Córdoba: Imp. Papelería San Pablo.